# Conferência das Nações Unidas sobre as Mudanças Climáticas de 2023
A Conferência das Nações Unidas sobre as Mudanças Climáticas de 2023 ou Conferência das Partes da CQNUMC, mais comumente conhecida como COP28, foi a 28.ª Conferências das Nações Unidas sobre as Mudanças Climáticas, realizada de 30 de novembro a 12 de dezembro na Expo City, Dubai, Emirados Árabes Unidos. A conferência COP tem sido realizada anualmente (exceto em 2020 devido à pandemia de COVID-19) desde o primeiro acordo climático da ONU em 1992. Destina-se a que os governos cheguem a acordo sobre políticas para limitar o aumento da temperatura global e se adaptarem aos impactos associados à alterações climáticas.
A conferência foi amplamente criticada pelo seu controverso presidente, Sultan Al Jaber, bem como pela sua localização nos Emirados Árabes Unidos, que é conhecido pelo seu registo ambiental opaco e pelo seu papel como grande produtor de combustíveis fósseis. Sultan Al Jaber é o CEO da Companhia Nacional de Petróleo de Abu Dhabi (ADNOC), levando a preocupações sobre conflito de interesses; mais de 100 membros do Congresso dos Estados Unidos e do Parlamento Europeu pediram que os Emirados Árabes Unidos desocupassem Jaber do cargo. Alegações de greenwashing de Jaber na Wikipédia por meio de edição paga, a incapacidade legal de criticar as corporações dos Emirados nos Emirados Árabes Unidos, o acesso secreto aos e-mails da conferência pela ADNOC e o convite do presidente sírio Bashar al-Assad levantaram preocupações em relação à integridade da conferência. Sockpuppets organizados para defender Jaber e os Emirados Árabes Unidos também foram descobertas em junho de 2023. Em 21 de novembro, Jaber afirmou que "não havia ciência" por trás da eliminação progressiva dos combustíveis fósseis para atingir 1,5 ºC. Seis dias depois, documentos vazados pareciam mostrar planos para os Emirados Árabes Unidos usarem a conferência para fechar novos acordos de combustíveis fósseis com outras nações, provocando protestos internacionais. Al Jaber negou estas acusações, afirmando que os Emirados Árabes Unidos não precisam da presidência da COP para estabelecer acordos comerciais.
Em 13 de dezembro, Al-Jaber anunciou que um acordo de compromisso final entre os países envolvidos havia sido alcançado, com o acordo "apelando" a todas as nações para "fazerem a transição" dos combustíveis fósseis "de maneira justa, ordenada e equitativa", a fim de evitar o pior resultado das alterações climáticas, ao mesmo tempo que "aceleramos as ações nesta década crítica, de modo a atingir o zero líquido até 2050, de acordo com a ciência". O pacto global foi o primeiro na história das cimeiras da COP a mencionar explicitamente a necessidade de abandonar todos os tipos de combustíveis fósseis, mas ainda recebeu críticas generalizadas devido à falta de um compromisso claro com a eliminação ou redução progressiva dos combustíveis fósseis.